# Медейруш Феррейра, Жозе
Жозе́ Мануэ́л Меде́йруш Ферре́йра (порт. Jose Manuel Medeiros Ferreira, 20 февраля 1942, Фуншал, Португалия — 18 марта 2014, Лиссабон, Португалия) — португальский государственный деятель и учёный, министр иностранных дел Португалии в 1976 — 1977 годах.

## Биография
Родился в Фуншале на острове Мадейра. Окончил юридический факультет Лиссабонского университета, ещё студентом участвовал в антифашистской деятельности против режима Антониу ди Салазара, подвергался репрессиям.

### В эмиграции
В 1968 году эмигрировал в Женеву (Швейцария), где с 1972 года преподавал в университете . Был ассистентом в департаменте истории факультета экономических и социальных наук. В 1972 году на факультете экономических и социальных наук Женевского университета Медейруш Феррейра с рейтингом 17 (отлично) получил диплом лицензиата социальных наук в области новой и современной истории, что приравнивалось к учёной степени магистра истории в университетах Португалии. Одновременно не оставлял политической деятельности, придерживаясь социал-демократических взглядов. Его политическим идеалом был лидер Социал-демократической партии Германии, федеральный канцлер ФРГ Вилли Брандт.

### В новой Португалии
В 1974 году, после Революции гвоздик, Жозе Медейруш Феррейра вернулся в Португалию, где активно участвовал в деятельности Португальской социалистической партии и вошёл в её руководство . 25 апреля 1975 года он был избран от ПСП депутатом Конституционной ассамблеи и участвовал в её работе по выработке новой Конституции с 2 июня 1975 года по 2 апреля 1976 года. Одновременно 19 сентября 1975 года Медейруш Феррейра вошёл в качестве государственного секретаря по иностранным делам в VI Временное правительство адмирала Жозе Батишты Пиньейру де Азеведу. Он сохранял этот пост до июля 1976 года, когда правительство вышло в отставку.

### Министр иностранных дел. Внешняя политика Португалии в 1976—1977 годах
23 июля 1976 года стал министром иностранных дел Португалии в первом конституционном правительстве Мариу Суареша, сформированном из представителей Португальской социалистической партии.
В августе 1976 года Португалия как гость участвовала в Конференции неприсоединившихся стран в Коломбо. В сентябре была достигнута договорённость о восстановлении прерванных в апреле дипломатических отношений с Анголой. В ноябре парламентская делегация Португалии посетила Советский Союз. В декабре были установлены дипломатические отношения с Маврикием.
Португалию посетили премьер-министр Демократической Республики Сан-Томе и Принсипи Мигел Тровоада (октябрь), президент Венесуэлы Карлос Андрес Перес и премьер-министр Испании Адольфо Суарес (ноябрь), министры иностранных дел Австрии (октябрь) и Бельгии (ноябрь). В январе 1977 года Португалию посетил премьер-министр Островов Зелёного Мыса Педру Пиреш, в феврале — министр иностранных дел Перу. В январе были восстановлены дипломатические отношения с Кенией. В мае 1977 года Португалию посетили вице-президент США Уолтер Мондейл и государственный секретарь США Сайрус Вэнс. Тогда же были установлены дипломатические отношения с Экваториальной Гвинеей и Чадом, была достигнута договорённость об обмене посольствами с Израилем. В июле были установлены дипломатические отношения с Албанией. В октябре Португалию посетили президент Югославии Иосип Броз Тито и министр иностранных дел Анголы. С Островами Зелёного мыса были подписаны соглашение о сотрудничестве в области культуры, развитии телеграфной связи и консульской помощи, с Болгарией — оглашение о сотрудничестве в области торговли и консульская конвенция, с Индией — соглашение о торгово-экономическим сотрудничестве, с Гвинеей-Бисау — соглашение о научно-техническом сотрудничестве и соглашение о сотрудничестве в области рыболовства, с Перу — соглашение об экономическом и научно-техническом сотрудничестве, с Югославией — соглашение о сотрудничестве в области культуры, соглашение об экономическом и научно-техническом сотрудничестве.
Как министр иностранных дел Жозе Медейруш Феррейра подписал заявление о вступлении Португалии в Европейское Экономическое Сообщество

### Зарубежные поездки
- сентябрь 1976 года — ФРГ;
- октябрь 1976 года — Франция[6].
- январь 1977 года — Швейцария и Социалистическая Федеративная Республика Югославия;
- сентябрь 1977 года — Перу.

Медейруш Феррейра ушёл с поста министра иностранных дел в октябре 1977 года

### Возвращение в науку
Оставив государственный пост и отойдя от активного участия в политике, Жозе Медейруш Феррейра вернулся к научной деятельности. В 1979 — 1981 годах Медейруш Феррейра был директором научно-исследовательского проекта по сбору документов о Революции гвоздик в Католическом университете. 1 октября 1981 года Медейруш Феррейра стал приглашённым преподавателем на факультете социальных и гуманитарных наук Нового университета в Лиссабоне. В 1983 году он участвовал в изучении вооружённых сил и политических институтов Португалии в рамках Института исследований в целях развития (порт. Instituto de Estudos para o Desenvolvimento [I.E.D.]), в 1984 — 1985 годах готовил в рамках Института исследование на ему «Исторические, политические и стратегические отношения между Португалией и Испанией» в связи с предстоящим вступлением Португалии в Европейское экономическое сообщество.

### В Европарламенте
В 1986 году Медейруш Феррейра был избран в Европейский парламент. Он стал заметной фигурой среди парламентариев, был вице-председателем группы Европейского демократического альянса с 1 января 1986 года по 11 октября 1987 года (Переизбирался 6 апреля и 14 сентября 1987 года). Входил в Комитет по политическим делам с 16 января 1986 года по 13 октября 1987 года (переизбран 21 января 1987 года). Был членом делегации по развитию отношений со странами Южной Америки. С 14 октября 1987 года по 24 июля 1989 года входил в Комитет по экономике, денежно-кредитным отношениям и индустриальной политике. С 14 марта по 24 июля 1989 года вновь входил в состав делегации по развитию отношений со странами Южной Америки. Также замещал место члена Комитета по развитию и сотрудничеству с 16 января 1986 года по 24 июля 1989 года

### Снова научная карьера
В 1984 — 1987 годах Медейруш Феррейра также входил в дирекцию исследовательского проекта «Позиции Португалии в мире» под эгидой Научного управления Фонда Гюльбенкяна, призванного определить перспективы страны на ближайшие 20 лет. Затем, до 1991 года, Медейруш Феррейра занимался сбором материалов для диссертации в архивах Лондона, Парижа, Мадрида, в Национальном архиве США в Вашингтоне . В мае 1991 года Медейруш Ферейра защитил кандидатскую диссертацию в области политики и институциональной истории XIX и XX веков в Новом университете Лиссабона и 18 мая стал доцентом. После этого занимался изучением проблем португальской истории периода 1974 −1985 годов. В 1993 году по просьбе государственного секретаря по высшему образованию составил доклад о научном сотрудничестве в области образования. В 1994 году был назначен членом Национального комитета по празднованию 50-летия Организации Объединенных Наций. 1994 — 1995 годах был членом Рабочего комитета под председательством профессора Хосе Перейры Эстевеша, который подготовил предложения об изучении политических наук и международных отношений на факультете общественных и гуманитарных наук Нового университета Лиссабона. С 1995 год — член Консультативного совета Центра исследований Международной школы права Католического университета. 10 февраля 1999 года он был назначен на должность адъюнкт-профессора.

### Политическая деятельность
В 1995 — 1999 годах Медейруш Феррейра был депутатом Собрания Республики от ПСП, в 1995 — 2005 годах — членом португальской делегации в Совете Европы. В октябре 2004 года на конгрессе ПСП в Гимарайнше Медейруш Феррейра был избран членом Политической и Национальной комиссий как представитель находившейся в меньшинстве фракции, возглавляемой Мануэлом Алегри. В 2005 году он вошёл в состав предвыборного штаба Мариу Соариша, но тот проиграл выборы 22 января 2006 года. После этого Медейруш Феррейра направил председателю Португальской социалистической партии Алмейде Сантушу письмо с просьбой освободить его от обязанностей члена руководства партии. Он мотивировал это тем, что не чувствовал себя комфортно в новой роли. 31 января на своём заседании Политическая комиссия партии освободила Медейруша Феррейру от обязанностей члена Политической комиссии и Национальной комиссии ПСП. 6 февраля 2006 года об отставке было объявлено официально. Медейруш Феррейра заявил после этого — «Я чувствую себя лучшее. Я чувствую себя более свободно». В руководстве партии заявили об уважении его личного выбора, но отметили, что уход такого опытного политика — большая потеря для ПСП.
В июле 2007 года Медейруш Феррейра выступил с критикой президента Анибала Каваку Силвы, по его мнению, недостаточно подготовившего страну к референдуму о будущем Евросоюза
7 апреля 2009 года Медейруш Феррейра был избран президентом Генерального совета Открытого университета (порт. Universidade Aberta). Ныне он также профессор современной истории факультета социальных и гуманитарных наук Нового университета Лиссабона (порт. Universidade Nova de Lisboa).

## Общественная деятельность
Жозе Медейруш Феррейра выступает в качестве спортивного комментатора в программах Антенна-1, где представляет спортивный клуб Бенфика. С октября 2006 года был соавтором блога http://bichos-carpinteiros.blogspot.com., ныне недоступного.

## Частная жизнь
Жозе Медейруш Феррейра с 1973 года женат на Марии Эмилии Бредероде Родригеш душ Сантуш (порт. Maria Emilia Brederode Rodrugues dos Santos, род. 21 марта 1942 года). Сын — Мигел Бредероде Сантуш Медейруш Феррейра (порт. Miguel Brederode Santos Medeiros Ferreira, род. 26 января 1974 года).
Медейруш Феррейра увлекается плаванием и пинг-понгом, любит чтение, кино (любимый фильм — «Гражданин Кейн»), музыку (любимое произведение — 7-я симфония Бетховена и футбол. Его любимый город — Стамбул, лучшей своей зарубежной поездкой он считает поездку в Санкт-Петербург. Своим недостатком считает щедрость.

## Сочинения
- Elementos para uma Política Externa de Portugal Democrático, Lisboa, M.N.E., 1976.
- Do Código Genético no Estado Democrático, Lisboa, Contexto, 1981.
- Estudos de Estratégia e Relações Internacionais, Lisboa, Imprensa Nacional- Casa da Moeda, 1981.
- Ensaio Histórico sobre a Revolução de 25 de Abril — O Período pré-cons-titucional, Lisboa, co-edição I.N.C.M.-S.R.E.C. da Região Autónoma dos Açores, 1983.
- A posição de Portugal no Mundo, Lisboa, Fundação Gulbenkian, 1988.
- Um Século de Problemas, Lisboa, Horizonte, 1989.
- Portugal na Conferência da Paz — Paris 1919, Lisboa, Quetzal, 1992.
- O Comportamento Político dos Militares — Forças Armadas e Regimes Políticos em Portugal durante o Século XX, Lisboa, Ed. Estampa, 1992.
- Portugal em Transe in História de Portugal, orientação de José Mattoso, Lisboa, Círculo de Leitores e Ed. Estampa, vol. VIII, pp. 7–285.
- A Autonomia dos Açores na Percepção Espacial da Comunidade Portuguesa, Ponta Delgada, Ed. Jornal de Cultura, 1995.
- A Nova Era Europeia- De Genebra a Amesterdão, Lisboa, Editorial Notícias, 1999.